# Партия никарагуанского сопротивления
Это статья о никарагуанской политической партии. О коалиции никарагуанских Контрас см. статью Никарагуанское сопротивление
Партия никарагуанского сопротивления (исп. Partido Resistencia Nicaragüense, PRN) — никарагуанская политическая партия, представляющая ветеранов движения Контрас, участников гражданской войны против правительства СФНО. Идеологически стоит на позициях социального католицизма. Ориентирована на практическое выражение интересов бывших контрас. В 1993—2006 блокировалась с правыми антисандинистскими силами. В 2006 совершила резкий политический поворот, вступив в альянс с СФНО.

## Предыстория
В начале 1988 года, после восьми лет ожесточённой гражданской войны, марксистское правительство Даниэля Ортеги согласилось на мирные переговоры с вооружённой оппозицией — движением Никарагуанское сопротивление. Были достигнуты договорённости о прекращении огня, возвращении политэмигрантов, политической легализации Контрас, проведении свободных выборов.
На выборах 25 февраля 1990 года СФНО потерпел поражение. Однако политические организации контрас тоже не добились успеха. Победу одержала невооружённая оппозиция во главе с Виолеттой Барриос де Чаморро.
Многие контрас не признавали условий урегулирования. Лидерами радикального меньшинства являлись Энрике Бермудес и Аристидес Санчес. Возникло движение Реконтрас, отказавшееся сложить оружие. Однако Бермудес в 1991 был убит, Санчес в 1993 скончался. Большинство бывших контрас легализовались, активисты включились в политический процесс. Так, Адольфо Калеро примкнул к Либерально-конституционной партии (ЛКП).

## Партия контрас
В 1993 году бывшие полевые командиры решили создать свою политическую организацию. Ставилась задача отстаивания политических позиций контрас и социальных интересов демобилизованных бойцов. Партия получила название Partido Resistencia Nicaragüense (PRN). Ведущими руководителями PRN стали Хулио Бландон (Команданте Калиман), Бенито Браво (Команданте Мак), Роберто Феррей (сотрудник аппарата Адольфо Калеро). Официально первым председателем партии в 1993—1995 был известный писатель и радиожурналист, активный участник антисандинистской политической борьбы Фабио Гадеа Мантилья.
PRN участвовала в выборах 20 октября 1996 как самостоятельная сила, но получила лишь около 1 % голосов и один мандат в Национальной ассамблее. На выборах 5 ноября 2001 партия выступала в блоке с ЛКП, кандидат которой Энрике Боланьос был избран президентом. На муниципальных выборах 2004 PRN сумела получить некоторое количество мандатов, особенно в Матагальпе.
Идеологически PRN выступала с позиций христианской демократии, социального католицизма, жёсткого антикоммунизма и антисандинизма. Но первоочередные политические цели заключались в практическом лоббировании интересов бывших контрас, содействие в их адаптации, получение социальных льгот.

## Альянс бывших врагов
2006 год стал поворотным в истории PRN. Перед выборами в партии произошёл раскол. Более идеологизированные активисты, в частности, Фабио Гадеа, присоединилась к антисандинистскому Либеральному альянсу, выдвинувшему кандидатуру Эдуардо Монтеалегре. Хулио Бландон и его сторонники, сохранившие за собой руководство PRN, заключили соглашение о сотрудничестве с СФНО.
На выборах 2006 кандидат СФНО Даниэль Ортега был избран президентом. В 2011 PRN вновь поддержала Ортегу. При этом первый председатель партии Фабио Гадеа был главным соперником Ортеги и призывал не признавать легитимность избрания лидера СФНО.
Одно время Хулио Бландон даже претендовал на вице-президентство. В его риторике появились мотивы антиамериканизма, требования к США выплатить Никарагуа компенсации за гражданскую войну (в которой он участвовал на стороне, поддерживаемой США).
Такая эволюция партии, возникшей из антисандинистских вооружённых отрядов, производила странное впечатление. Однако этому есть ряд объяснений. Идеология СФНО прошла свою эволюцию вправо, сандинисты стали позиционироваться как партия демократии и католических ценностей. Со своей стороны, в PRN отвергают неолиберализм, выступают за сильную социальную политику (прежде всего в интересах бывших контрас) и давно разочаровались в праволиберальных политиках, находившихся у власти в 1990—2006, особенно в период коррупционного правления Арнольдо Алемана. В то же время подчёркивается приверженность PRN католической церкви, главным авторитетом для партии является кардинал Обандо-и-Браво.
Важную роль сыграли лозунги «национального примирения», выдвигаемые сандинистами, готовность предоставить представителям PRN должности в госаппарате, согласие на социальные льготы для демобилизованных контрас. Перед выборами 2011 года Хулио Бландон изложил выгоды для ветеранов-контрас от сотрудничества PRN с СФНО: 12,5 тысяч наименований материальной помощи, 7 тысяч стипендий для молодёжи, 5,5 тысяч пенсий. Он назвал Ортегу «великим человеком», а либералов — «коррупционерами, надругавшимися над нашей кровью и жертвами».
Полученный от сандинистов доступ к административному ресурсу спровоцировал внутрипартийный скандал в PRN. Руководитель организационного отдела партии Франсиско Ривера Агуэрре (Команданте Кот) обвинил Бенито Браво (Команданте Мак) в махинациях с земельными участками, выделяемыми для бывших контрас, и потребовал тщательного расследования. При этом Агуэрре особо отметил, что не согласен с «оппортунизмом» Браво, сотрудничающего с СФНО.
При этом следует учитывать идеологическую и организационную гибкость политической системы Никарагуа. Политические блоки и союзы заключаются в основном из тактических соображений. Радикальные марксисты-ленинцы могут состоять в коалиции с традиционными консерваторами. Период президентства Алемана назывался «двухпартийной диктатурой» — из-за негласных договорённостей ЛКП с СФНО. Элида Мария Галеано — сестра легендарного командира контрас Исраэля Галеано, погибшего в автокатастрофе в 1992 году — занимает видное положение в PRN, возглавляет Ассоциацию никарагуанского сопротивления имени Исраэля Галеано (ARNIG) и при этом является депутатом Национальной ассамблеи от СФНО.
13 июня 2012 года Национальная ассамблея Никарагуа значительным большинством голосов учредила национальный праздник 27 июня — День никарагуанского сопротивления, мира, свободы, единства и национального примирения. В решении законодателей говорится о признании заслуг «никарагуанских мужчин и женщин, участвовавших в гражданской войне 1980-х годов и демобилизованных 27 июня 1990 года». Соответствующий законопроект внесла Элида Мария Галеано. PRN посчитали новый закон достижением своего альянса с СФНО. Радикальные контрас восприняли его как очередной сговор сандинистской верхушки с «изменниками делу сопротивления».

## Проект «Партии альянс»
В 2015 году Элида Галеано инициировала создание Партии Альянс никарагуанского сопротивления (Partido Alianza Resistencia Nicaragüense, PARN). Комментаторы отметили, что PARN не имеет каких либо отличий от PRN, кроме слова «альянс» в названии. Возможно, проект объясняется известными амбициями Команданте Малышки, порождающими проблемы в отношениях с политиками PRN (в которой она состояла в середине 1990-х) и СФНО.
Ещё до официальной регистрации PARN Элида Галеано объявила, что партия будет выступать в союзе с СФНО.

## Партия и «реконтрас»
PRN является крупнейшей, но не единственной организацией бывших контрас. Движение «Реконтрас», ставящее целью свержение власти СФНО и президента Даниэля Ортеги, активизировалось с конца 2000-х — начала 2010-х годов года. Первое крупное формирование возглавил летом 2010 Команданте Яхоб, погибший в феврале 2011. Затем возникли подпольные группы (наиболее известны Демократические силы Команданте 380, Вооружённые силы национального спасения — Армия народа, Никарагуанская патриотическая команда), возобновившие вооружённые атаки под лозунгами продолжения борьбы FDN за свержение сандинистской диктатуры. Лидеры PRN, в частности, Роберто Феррей, при этом позиционируются как потенциальные посредники между властями и повстанцами.